# Premio Ampère
Il premio Ampère è un riconoscimento assegnato annualmente dall'Accademia francese delle scienze. Fondato nel 1975 per ricordare i 200 anni dalla nascita di André-Marie Ampère, viene consegnato a uno o più ricercatori francesi per importanti contributi alla matematica o alla fisica. Al vincitore del premio vengono assegnati anche 35.000 euro.

## Vincitori
- 1974  Jean Brossel
- 1975  André Lagarrigue
- 1976  Jacques Dixmier
- 1977   Pierre-Gilles de Gennes
- 1978   Pierre Cartier
- 1979   Claude Cohen-Tannoudji
- 1980   Alain Connes
- 1981   Édouard Brézin e Jean Zinn-Justin
- 1982   Paul-André Meyer
- 1983   Claude Bouchiat, Marie-Anne Bouchiat e Lionel Pottier
- 1984   Daniel Kastler
- 1985   Haïm Brezis
- 1986   Georges Slodzian
- 1987   Michel Raynaud
- 1988   Jules Horowitz
- 1989   Adrien Douady
- 1990   Jean-Michel Bismut
- 1991   Michel Devoret e Daniel Estève
- 1992   Pierre-Louis Lions
- 1993   Christophe Soulé
- 1994   François David
- 1995   Claude Itzykson
- 1996   Cirano de Dominicis e Marc Mézard
- 1997   Michèle Vergne
- 1998   Michel Brune e Jean-Michel Raimond
- 1999   Yves Colin de Verdière
- 2000   Pierre Suquet
- 2001   Bernard Derrida
- 2002   Massimo Salvatores
- 2003   Gilles Lebeau
- 2004, 2005, 2006   Il premio non è stato assegnato.
- 2007   Alfred Vidal-Madjar
- 2008   Gérard Iooss
- 2009   Ian Campbell
- 2010   Nicolas Nikolski
- 2011   Daniel Maystre
- 2012   Jean-Marc Chomaz
- 2013   Arnaud Beauville
- 2014   Gilles Chabrier
- 2015   Michel Fliess
- 2016   Alain Brillet
- 2017   Jean-François Joanny
- 2018   Frank Merle
- 2019   Jacqueline Bloch